# La grande strada azzurra
La grande strada azzurra è un film del 1957 diretto da Gillo Pontecorvo.
Il soggetto è tratto dal romanzo Squarciò di Franco Solinas.

## Trama
Un pescatore maddalenino (abitante dell'isola della Maddalena in Sardegna), fa uso di bombe per pescare. 
Comprando una barca sequestrata, si inimica i compaesani. Nel tentativo di procurarsi dell'esplosivo, aprendo un proiettile residuato bellico, rimane ucciso dall'esplosione.

## Accoglienza

### Critica
Su Il Tempo di Roma del 21 dicembre 1957: "Il film sviluppa temi sociali che assumono un turgore drammatico attraverso le avventure umane e pittoresche della gente di mare e ancor più nel risalto di ambienti naturali che fanno di per sé atmosfera. Pontecorvo si è valso di tutti gli accorgimenti a sua disposizione affinché il personaggio risultasse un simpatico eroe di avventure marinare e l'assunto accettabile. L'inaccettabile motivo ideologico nuoce a quel che c'è di buono nel film: quadri di vita densi di calore umano, passaggi stupendi e funzionali, recitazione ottima di tutti da Yves Montand a Alida Valli".

## Riconoscimenti
- 1958 - Festival internazionale del cinema di Karlovy Vary
  - Premio per giovani registi